# Flute register
Flute Register (em português: Registro de Flauta) é um dos  registro mais agudo da voz humana.

## Fisiologia
Esse registro é caracterizado por uma grande tensão longitudinal dos ligamentos vocais, um damping considerável da parte posterior das pregas vocais que gera uma massa menor de vibração das pregas, e também pressão subglótica elevada. É um registro que começa (em geral) a partir do C5.

## A Música e o Flute Register
Na música clássica européia, é usado raramente. Nesses casos é exclusivamente usado por sopranos de coloratura para emitir notas acima do C6. Provavelmente a aplicação mais conhecida do Flute Register em música clássica seja na ária Der Hölle Rache knocht in meinem Herzen cantada pelo personagem Rainha da Noite, na Ópera Die Zauberflöte (A Flauta Mágica) de Mozart.
Já na música popular ocidental, é usado com muito mais variedade e para emitir notas mais altas do que na música clássica. É usado por mulheres como Mariah Carey.